# L'Inondation à Port-Marly
L'Inondation à Port-Marly est une série de 4 et 7 tableaux peints par Alfred Sisley en 1872 et 1876. L'un d'entre eux se trouve actuellement au 2e étage du musée d'Orsay dans la section 32 (Monet-Renoir-Pissarro-Sisley). Exposé lors de la deuxième exposition des impressionnistes, avant de rejoindre la collection Adolphe Tavernier, il a été acquis par la France par legs du comte Isaac de Camondo. Une autre version du tableau fait quant à elle partie des collections du Musée des beaux-arts de Rouen. Peints à Port-Marly, 2 versions du tableau sont reproduits sur le lieu de leurs créations sur un parcours du Pays des Impressionnistes.

## Description

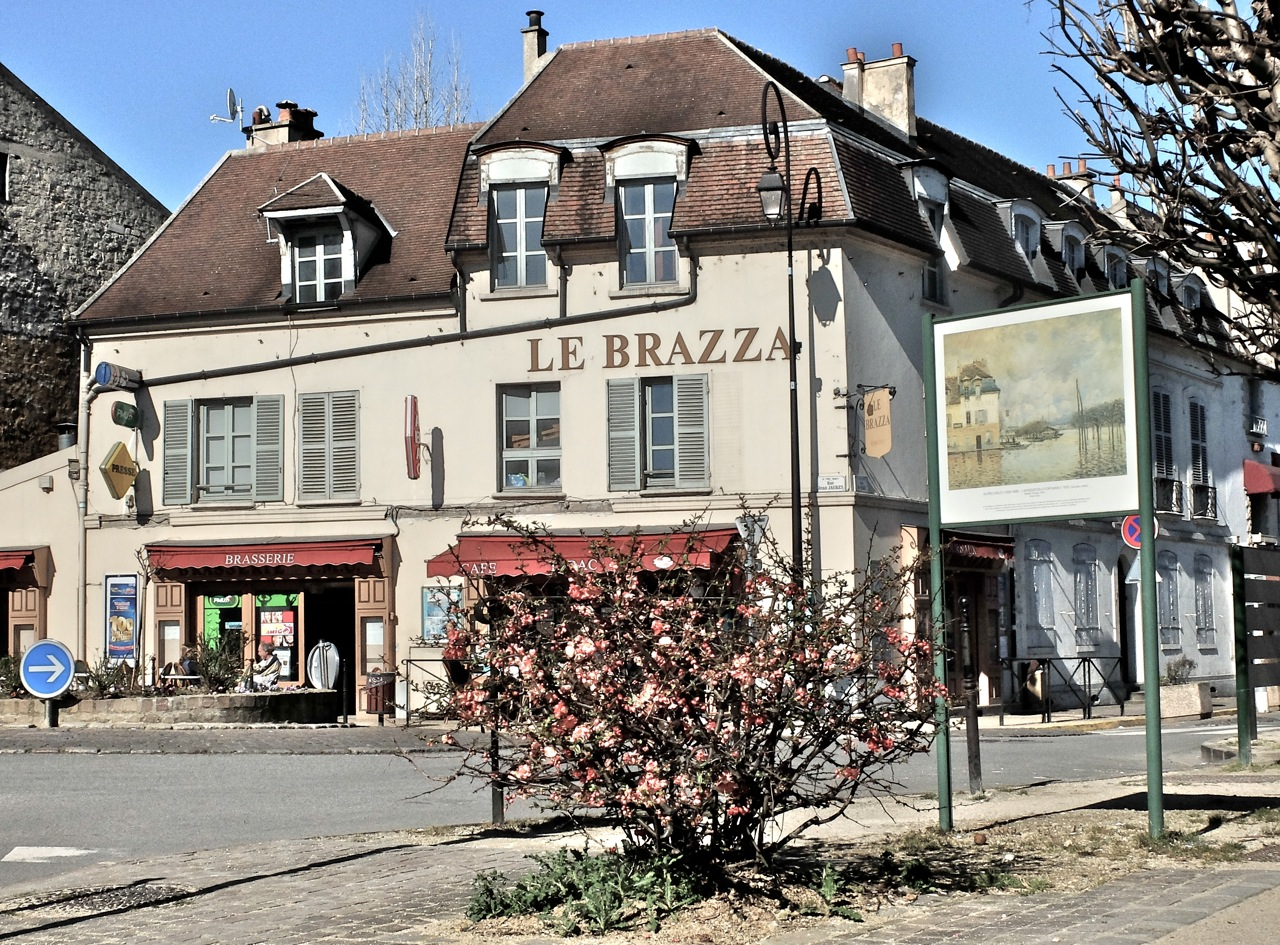
Reproduction de L'Inondation à Port-Marly sur un parcours du Pays des Impressionnistes.

C’est une huile sur toile qui mesure  60 × 81 cm.
Sur cette peinture, on voit au premier plan l'eau qui file jusqu'à l'horizon avec quelques arbres et pylônes, au deuxième plan la maison d’un marchand de vin, « A St Nicolas », posée sur le miroir infini de l’eau qui a tout envahi. On a au deuxième plan aussi quelques bateaux et quelques silhouettes humaines montées dans les barques et à l’arrière plan un ciel grisâtre et nuageux. Les arbres et les pylônes sont placés à droite pour équilibrer le tableau.
En 1876, quand Sisley peint sa vue de Port-Martly, la Seine est en crue, la ville est sous les eaux. Un bâtiment, encore en place de nos jours, abritait un magasin de vins et spiritueux, A St Nicolas, comme l'illustrait sa façade remplacé par l'actuel café Le Brazza

## Analyse
L’absence de dessin-contour, ainsi que l’utilisation des taches de couleur pour représenter et colorier les objets sont des caractéristiques du mouvement impressionniste et montrent l’agitation des éléments. La touche est très large, mais jamais elle ne détruit la forme, ce qui différencie fondamentalement Sisley de Monet.
Les couleurs les plus utilisées sont le gris, le marron et le blanc, qui se lient ici à la tempête et aux catastrophes naturels. Cependant, les quelques taches bleues dans le ciel par lesquelles la lumière du soleil passe peuvent signifier l’espoir.
En conclusion, cette peinture a une fonction descriptive. Elle représente un paysage d’inondation en entraînant les sentiments du peintre à travers les couleurs plutôt sombres. Les reflets dans l’eau ainsi que la technique de dessin (les taches) montrent le mouvement de l'eau et des hommes représentés.
Et à propos de ce que signifie chaque détail dans cette toile, on peut dire que les nuages et l’eau illustrent les malheurs qui s’emparent du monde et l’idée de l’envahissement, alors que les arbres, le bâtiment, et le ciel bleu en partie montrent l’idée de la résistance et de l’espoir.
Par suite, en voyant cette toile, l’observateur subit plusieurs émotions et impressions :
-Au 1er lieu, l’observateur sent la grandeur de la catastrophe, et imagine la souffrance des habitants de port-Marly
- Mais au fur et à mesure que l’observateur plonge dans le tableau et découvre ses détails, il voit que la flamme de l’espoir ne s’éteint jamais.

## Provenance
- L'Inondation à Port-Marly est la propriété d'Alphonse Legrand, Paindeson, Auguste Pellerin (en) puis d'Adolphe Tavernier, tous à Paris.
- 6 mars 1900 : Acheté par le comte Isaac de Camondo, Paris, pour 43 000 francs.
- 1911 : donné au musée du Louvre, où il sera exposé à partir de 1914.
- 1947 : transféré à la Galerie Nationale du Jeu de Paume
- 1986 : transféré au musée d'Orsay